# 欧阳海水库
欧阳海水库位于湖南省郴州市桂阳县。是在大滩峡谷截流湘江支流舂陵水形成的以灌溉为主，兼有防洪、发电等功能的大（二）型水库。是欧阳海灌区的水源。
大坝为混凝土双曲拱坝，拱坝工程曾荣获一九八二年国家优质工程银质奖、七十年代国家优秀设计奖和湖南省科技大会奖，是中国第一座大孔口泄流双曲拱坝工程。
水库以桂阳籍革命烈士欧阳海的名字命名。